# 双塔屯东岗遗址
双塔屯东岗遗址，位于中国吉林省白城市洮北区德顺乡双塔屯东，1981年4月20日公布为吉林省文物保护单位，2013年3月5日公布为第七批全国重点文物保护单位。该文物保护单位由洮北区文管所管理。